# Kombucha

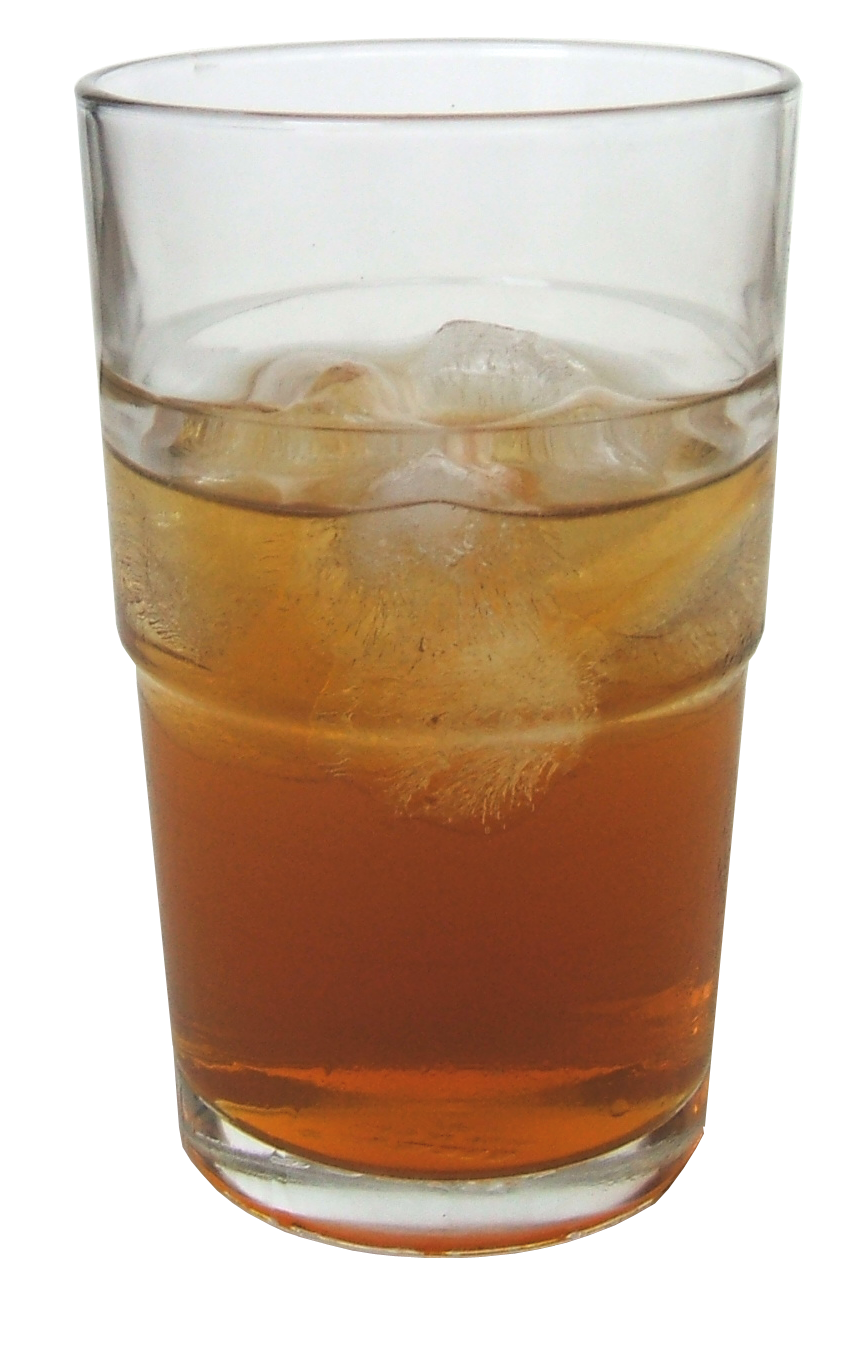
Un bicchiere di kombucha preparato con tè nero

La kombucha o combucha è una bevanda leggermente acida e frizzante, ottenuta dalla fermentazione del tè zuccherato.
La fermentazione avviene tramite una coltura simbiotica di lieviti e batteri chiamata "SCOBY" (symbiotic culture of bacteria and yeast, coltura simbiotica di batteri e lieviti) o anche semplicemente "coltura di kombucha".

## Biologia della kombucha
La coltura contiene una simbiosi di Acetobacter (batteri che producono acido acetico) e lievito, soprattutto Brettanomyces bruxellensis, Candida stellata, Schizosaccharomyces pombe, Torulaspora delbrueckii e Zygosaccharomyces bailii. Sono proprio i batteri acetici a produrre sulla superficie della fermentazione una massa di cellulosa simile a una grande frittella di colore chiaro che spesso viene chiamata fungo, o con l'acronimo SCOBY ("Symbiotic Colony of Bacteria and Yeast", colonia simbiotica di batteri e lievito), mentre il termine tecnico è zoogleal mat.
Da un'analisi fatta su campioni con provenienze diverse sono stati identificati i seguenti generi di lieviti:
1. Brettanomyces nel 56% dei campioni
2. Zygosaccharomyces nel 29% dei campioni
3. Saccharomyces nel 26% dei campioni

mentre, nella pellicola di lievito, Candida krusei o Issatchenkia orientalis / Issatchenkia occidentalis così come Kloeckera, Hanseniaspora.

## Storia e terminologia
Le origini esatte del tè kombucha non sono note ma si ipotizza sia originario della regione della Manciuria, attorno al mare di Bohai, e si sa che dall'estremo Oriente si è diffusa nell'Impero russo.
In Giappone il tè kombucha è noto come "kocha kinoko". In lingua giapponese kombu significa "laminaria" (un tipo di alga marina) e "cha" significa tè.
Probabilmente il nome occidentale deriva da un fraintendimento: probabilmente i parlanti anglofoni che per primi vennero a contatto con la variante giapponese della bevanda pensarono che il termine per tè alle alghe, kombucha appunto, volesse dire tè fermentato e diffusero questo nuovo termine.

### Il "fungo del tè" russo
Il processo di preparazione del kombucha fu introdotto in Russia e in Ucraina alla fine dell'800 e si diffuse all'inizio del '900. La coltura del kombucha è chiamata localmente čajnyj grib, (чайный гриб - 'fungo del tè') e la bevanda è chiamata grib (гриб - 'fungo'), "tè kvas (квас)", o semplicemente "kvas (квас)", anche se il kombucha è diverso dal normale "kvas (квас)" che non è fatto con il tè e di solito viene fermentato solo con lievito, non con batteri.

## Produzione
Il kombucha può essere trovato in commercio o preparato in casa. Si ottiene sciogliendo lo zucchero in acqua bollente non clorata. Le foglie di tè vengono immerse nell'acqua zuccherata calda e poi scartate. Questo tè zuccherato viene poi raffreddato per permettere l'aggiunta della coltura SCOBY. La miscela viene quindi versata in un bicchiere sterilizzato, insieme al tè kombucha già fermentato in precedenza, per abbassare il pH. Il contenitore viene poi coperto con un tovagliolo di carta, o un tessuto traspirante, per evitare che insetti, come i moscerini della frutta, contaminino la preparazione.

## Lo Scoby
Lo scoby, coltura simbiotica di batteri e lieviti, è un ingrediente utilizzato nella fermentazione e nella produzione del kombucha. La fermentazione è un processo chimico in cui i carboidrati dello zucchero o dell'amido si trasformano in alcol o acido. L'aspetto può variare, ma è tipicamente un disco piatto, denso, rotondo, gommoso e opaco con un lieve odore simile all'aceto. La formazione di muffa o di forte odore, a volte simile al formaggio, indicano che lo scoby si sta alterando e quindi deve essere scartato.
La struttura dello scoby è composta principalmente da un tipo di fibra insolubile nota come cellulosa e ospita una varietà di specie di lieviti e batteri che aiutano il processo di fermentazione nella creazione del kombucha. Lo scoby è reperibile in alcuni negozi specializzati, o su internet, ma può anche essere prodotto in casa.

## Indicazioni sulla salute
Molte persone bevono il tè kombucha per presunti benefici per la salute. Questi presunti benefici spazierebbero dalla cura della stitichezza fino alla cura del cancro, passando per l'essere un rimedio antinvecchiamento e contro l'artrite. Non esistono molti studi clinici in grado di dimostrare l'esistenza di possibili effetti positivi. Tranne uno sulle possibili ricadute positive sui livelli di glucosio.